# Vuoskojärvi (Jukkasjärvi socken, Lappland)
Vuoskojärvi är en sjö i Kiruna kommun i Lappland och ingår i Torneälvens huvudavrinningsområde.